# 민응식
민응식(1962년 1월 28일 ~ )은 대한민국의 성우로, 1983년 MBC CM 성우로 입사했다가, 1988년 CBS 공채 16기 성우로 재입사했다.

## 출연작품

### 애니메이션
- 개그 특공대 로봇 트윈스 - 영구
- 원피스 12기 극장판 film Z - 키자루(보르살리노)
- 원피스 극장판 4기 - 데드 엔드의 모험 (투니버스) - 가스파데
- 원피스 (애니원) Original 13기 임펠다운 편 - 흰 수염
- 에스카플로네 (SBS) - 폴켄
- 데스노트 (대원방송) - 류크
- 방가방가 햄토리 (SBS) - 대장 / 장로
- 유희왕 (SBS) - 레어 헌터
- 은하영웅 사이버트론 (SBS) - 메가트론
- 사랑의 천사 웨딩피치 (SBS) - 산드라
- 작안의 샤나 (애니맥스) - 아라스톨
- 헬싱 (투니버스) - 노스페라투 아카드
- 백수왕 고라이온 (대교방송) - 쿠로가네 히사무(랜스)
- 블리치 (투니버스) - 쿄라쿠 슌스이
- 다카하시루미코극장인어의숲 (애니원) - 어른 나나오
- 갓슈벨 2(대원방송) 지드
- 서몬마스터즈 블루드래곤(챔프) - 레골라스 / 히포포타머스 / 다크드래곤
- 블루 드래곤 : 천계의 7룡(챔프) - 레골라스 / 히포포타머스
- 듀얼 마스터즈(SBS)
- 가면라이더 빌드 - 강성무, 에볼토(블러드 스타크, 가면라이더 에볼), 나레이션, 에볼 드라이버 음성
- 팽이대전 G블레이드(SBS) - 블라디미르 보르코프
- 프로젝트 블루 지구 SOS(애니박스) - 클레이튼
- 다카하시 루미코 극장 - 인어의 숲(애니원) - 어른 나나오
- 나루토(투니버스) - 모리노 이비키
- 나루토 질풍전(투니버스) - 구미호
- 사무라이 참프루(투니버스) - 단속반3
- 몬스터(투니버스) - 노인
- 명탐정 코난 (투니버스) - 이남기(3기) / 이성대(15기) / 인형(15기)
- 에어마스터(투니버스) - 나가토
- 페어리 테일(챔프) - 길다트
- 럭키프레드(투니버스) - 대장 / 톤실
- 헌터X헌터 리메이크(애니맥스) - 라이트
- 벨제바브(챔프) - 알랭들롱 / 키도
- 괴도 키드(투니버스) - 고기영
- 괴도키드 1412 - 고기영
- 놓지마 정신줄(KBS) - 아빠(정 과장)
- 심쿵! 프리큐어 (대원방송) - 킹 지코츄
- 나의 히어로 아카데미아 (대원방송) - 올포원
- 다이노코어(SBS) - 스테고
- 매직어드벤처(KBS) - 칸
- 터닝메카드 W(KBS) - 가고토스R
- 터닝메카드 W: 반다인의 비밀(투니버스) - 가고토스R
- 헬로 카봇(KBS) - 다이어 / 메가볼드
  - 헬로 카봇 유니버스 (SBS) - 브론토
- 요괴메카드 (대교어린이TV) - 우신곤
- 애니 매트릭스 (SBS) - 듀오 (필 라마)
- 원피스 극장판 4기 - 데드 엔드의 모험 (투니버스) - 가스파데
- 신비아파트: 금빛 도깨비와 비밀의 동굴 (MOVIE) - 진명
  - 신비아파트: 고스트볼X의 탄생 두 번째 이야기 (투니버스) - 진명
- 아야와 마녀  - 맨드레이크
- 마계학교! 이루마군 (KBS 키즈) - 설리번
- 마계학교! 이루마군2 (KBS 키즈) - 설리번
- 마계학교! 이루마군3 (KBS 키즈) - 설리번
- 명탐정 코난: 100만 달러의 오릉성 - 괴도 코르보 / 쿠로바 도이치

### 영화
- 진주만(SBS) - 키멀(콜름 피오) / 대니의 아버지(윌리엄 피츠너) / 해군(앤드루 브리니아스키)
- 세븐(SBS) - 존 도 (케빈 스페이시)
- 아마겟돈(SBS) - 킴지 (키스 데이비스)
- 배트맨 비긴즈(SBS) - 얼 이사 (루트거 하우어) / 라스 알 굴 (와타나베 켄)
- 미스틱 리버(SBS) - 와이티 파워스(로렌스 피시번)
- 미스언더스탠드(SBS) - 고든의 아버지(로드 우드러프)
- 페이첵(SBS) - 레스릭 (에런 엑하트)
- 천녀유혼3(SBS) - 연적하 (장학우)
- 저스트 프렌즈(SBS) - 잭
- 희극지왕(SBS)
- 백 투 더 퓨처 2(SBS) - 스트릭랜드 (제임스 톨킨)
- 탑건(SBS) - 제스터 교관 (마이클 아이언사이드)
- 타임머신(SBS) - 필비 (마크 애디)
- 애니 기븐 선데이(SBS) - 줄리언 워싱턴 (LL 쿨 J)
- 메달리온(SBS) - 스테이크 헤드 (줄리언 샌즈)
- 성룡의 CIA(SBS) - 비밀 경찰(프랭크 오퍼맨) / 모건의 부하(데이빗 블록) / 해군 장교(플리츠 크롬맨호엑)
- 지 아이 제인(SBS)
- 툼 레이더 2: 판도라의 상자(SBS) - 숀(틸 슈바이거)
- 라스트 패트롤(SBS) - 닉 프레스톤 (돌프 룬드그렌)
- 풀 타임 킬러(SBS) - 리
- 리플레이스먼트(SBS)
- 이퀼리브리엄(SBS) - 에롤 패트리지(숀 빈)
- 벽혈남천(SBS) - 미시마(연개)
- 쇼생크 탈출(SBS) - 토미 (길 벨로스)
- 썬더볼트(SBS) - 쿠거(토르스텐 니켈)
- 키스 더 걸(SBS) - 카일 (제이 O. 샌더스)
- 여자의 용기(SBS) - 브레머
- 하이렌더4(SBS) - 켈 (브루스 페인)
- 파워레인저 미라클포스 : 돌아온 파워레인저 미라클포스 - 천재의 로보코크
- 장군의 아들 2(MOVIE) - 김기환 역
- 장군의 아들(MOVIE) - 김기환 역
- 엑스맨(SBS) - 세이버투스(타일러 메인) / 술집 주인 / 경찰
- 앤트맨과 와스프 - 빌 포스터(로런스 피시번)
- 극장판 헬로 카봇: 백악기 시대 - 트리톤

### 외화
- 히어로즈(SBS) - 클리어 아빠 베넷 (잭 콜먼) 역
- 아바타(디즈니플러스) - 마일즈 쿼리치 대령 (스티븐 랭) 역
- 이소룡 전기(SBS) - 왕 사부 역
- 초성신 그란세이저 (대원방송) - 미소노기 / 주조 역
- 자이언트 세이버 (투니버스) - 사령관 역

### 특촬물
- 파워레인저 미라클포스(대원방송) - 천재의 로보코크
- 파워레인저 다이노포스 브레이브(대원방송) - 데이자루스
- 파워레인저 젠카이저(대원방송) - 브룬(젠카이 브룬)
- 가면라이더 세이버 (대원방송)  -  최상조

### 게임
- 스타크래프트 II - 호러스 워필드 / 추적자
- 마그나카르타2 - 아르고 킨두
- 코만도스 2 - 내레이션
- 에이지 오브 미솔로지 - 아약스
- 디아블로3 - 레오릭 왕 / 해골왕
- 도타2 - 모래 제왕 / 기술단
- 진 삼국무쌍 - 장비 / 태사자
- 블레이드 앤 소울 - 해무진
- 회색도시 - 모용철
- 열혈강호 - 마용, 검마
- 결전 2 - 관우
- 클로저스 - 트레이너
- 월드 오브 워크래프트 - 일리단 스톰레이지
- 히어로즈 오브 더 스톰 - 일리단 스톰레이지, 레오릭
- 하스스톤 - 일리단 스톰레이지
- 원신 - 카피타노
- 쿠키런:킹덤-버닝스파이스 쿠키

### 영화(배우출연)
- 1990년 꼭지딴 - 기자 역
- 1990년 장군의 아들 - 김기환 역
- 1991년 장군의 아들2 - 김기환 역
- 1992년 걸어서 하늘까지 - 형사 역
- 1996년 나에게 오라 - 갑수 역
- 2008년 숙명 - 보스 두만 역

### 드라마 출연 (배우출연)
- SBS 《서동요》 - 근초고왕 역
- KBS 《TV 문학관 - 강산무진》 - 형사반장 역
- KBS 《세상 어디에도 없는 착한남자》 - 형사 역
- KBS2 《락락락》 - 도레미 레코드 사장 역
- TV조선 《한반도》 - 인민군 함장 역
- SBS 《끝없는 사랑》 - 빅베어 역
- tvN 《60일, 지정생존자》 - 국정원장 역
- SBS 《원 더 우먼》
- MBC 《내일》 - 허나영의 아버지 역
- MBC 《닥터 로이어》 - 임태문 측 의원 역
- ENA 《이상한 변호사 우영우》 - 교수 역
- JTBC 《디 엠파이어 : 법의 제국》
- Netflix 《더 글로리》- 교장 역
- Netflix 《아무도 없는 숲속에서》 - 경찰서장 역

### 방송
- TV는 사랑을 싣고 - (구) (KBS)
- DJ처리와 함께 아자아자 (SBS 러브 FM, 경기방송, 카카오TV) (With 성우 시영준, 김상현, 강희선)
- TV 생활법정 (KBS)
- 무한도전 (MBC)

### 인터넷
- 그 해 여름 [인터넷 "옛날방송국"] - 류교수
- 레인보우 살인사건 [인터넷 "옛날방송국"] - 육형사

### 광고
- LX하우시스 (발코니아 하이샤시)
- NH농협 (늘푸른통장,농협공제,농협김치,목우촌햄)
- 헨켈홈케어코리아 (홈매트,홈키파)
- 삼성물산 (위크엔드, 에버랜드(캐리비안베이))
- 종근당 (자황파워드링크,펜잘)
- 메디슨
- 경남제약 (칼로스)
- 롯데네슬레코리아 (캔네스카페)
- 에이스침대 침대는 가구가 아닙니다
- 한국GM (레간자, 레조, 마티즈, 씨에로, 에스페로 등)
- 동양강철 (동양아루샤시) 유남희와 함께
- 하이모
- 큐닉스컴퓨터 (큐씨네칼라)
- 웅진전과
- KB국민카드
- 웅진출판
- 대우건설
- 바람과 함께
- 세계물산 (옴파로스)
- 한국존슨 (레이드)
- 동서증권
- SK이노베이션 (파워디젤.엔크린)
- 도솔 (영어회화 삼국지)
- 마리떼 프랑소와 저버
- 빅스 (빅스블루)
- 두원기업
- SK하이닉스 (현대반도체,멀티캡컴퓨터,시티맨휴대폰)
- 한신주택
- 오복식품 (오복간장)
- 삼립GF
- 언론중재위원회
- 레이디가구 (엑스원가구,성공세일,참세일,레스토닉침대)
- 더비스
- 한국도시가스협회
- R&D (R&D인테리어)
- 한화손해보험 (제일화재OK서비스)
- 상일가구 (킹코일침대)
- 한겨레신문 (한겨레21)
- 동아제약 (박카스)
- 한솔금융정보
- OB맥주
- 모토로라 (타키온)
- 팜한농 (신바람수화제,코니도)
- 스탠더드텔레콤 (닉스플래타늄삐삐)
- KT (원샷018)
- 생명보험협회
- 한국지역난방공사
- 반다이코리아 무겐바이
- 킹덤 오브 헤븐
- 콜래트럴
- 시몬스침대
- 아이로봇
- 80일간의 세계질주 (쇼박스(주)미디어플렉스)
- 캡대리운전
- LG전자 (싸이언,프리웨이)
- 대상 (미원멸치액젓, 아스파, 임금님표순창간장,순참기름,청정원진육수)
- 삼일제약 (그래칼)
- 한국자동차공업사 (LPG구조변경전문업체)
- 한독 (펄칼크)
- 삼성전자 (센스,애니콜,미니미니,삼성카메라,마이젯 등)
- 신풍제약 (바로코민)
- 영진약품 (구론산바몬드S)
- KG모빌리티 (무쏘, 신할부제도)
- 기아 (리오, 카니발, 봉고 2700, 봉고 프런티어, 크레도스, 프레지오, 그랜토 등)
- 현대자동차 (그랜저XG, 싼타모플러스, 아반떼, 스타렉스 등)
- 유한양행 (기업PR,콘택600)
- 청호나이스 (나이스냉콜정수기)
- 삼성제약 (까스명수,삼성우황청심원)
- 한국야쿠르트 (메치니코프)
- 매일유업
- 제일헬스사이언스 (진녹천,케펜택)
- 아모레퍼시픽 (두보레비누,캔설록차,미래파,쾌백세제 등)
- 공익광고협의회 (작은관심 큰 도움,해방동이)
- SK에너지
- KB손해보험 (LG플러스자동차보험)
- 대웅제약 (에너비트,베아제,헤모큐,쌍지천 등)
- 신용협동조합
- 위니아전자 (싱싱냉장고 뉴셀프,임펙트톱)
- SK케미칼 (트라스트)
- 광동제약 (경옥고드링크,운지천F)
- 동아제약 (솔표 위청수)
- 서울모터쇼 (2005 서울모터쇼)
- LG생활건강 (듀크비누, LG선물세트, 비전, 테크, 한스푼테크, 페리오치약, 죽염치약, 살구마사지비누, 엘키토 등)
- SK텔링크 (00700)
- 울산광역시
- 해태제과식품 (탱크보이)
- 에스원
- 농심 (안성탕면, 둥지쌀자장면, 둥지냉면, 뚝배기설렁탕, 소고기자장면, 후룩룩국수, 미인국수275, 웰빙홍삼수, 둥지쌀국수뚝배기, 신라면큰사발, 무파마, 강글리오커피, 백산수 등)
- 한화
- 롯데웰푸드 (델타포스)
- 미래에셋증권
- 부영그룹 (부영아파트)
- 에리트퍼니처
- 삼성제약 (까스명수,마시는 우황청심원)
- JW중외제약 (화콜, 화콜F, 훼럼포라)
- 대일화학 (빠삐자기방)
- 일양약품 (원비디, 영비천, 잔트락틴 등)
- 우성그룹
- 오뚜기 (열라면, 진라면)
- LG전자 (통돌이세탁기, 터보드럼, 싱싱냉장고, 테크폰OK, 가스오븐레인지쁘레오, LG와이드비전라이브, 싸이언, 프리웨이 등)
- SK매직
- CJ제일제당 (하선정엑체육젓,레또,햇반)
- HK이노엔 (컨디션,컨디션F)
- 한국타이어 (블랙버드)
- 남양유업 (동충하초)
- 세정그룹 (인디안)
- 현대L&C (그랑프리,나무나라, 수멕황토방, 참숯나라싹싹, 참숯나라 등)
- 대우가족
- 동국제약 (오라메디)
- 동화약품 (판콜에스,후시딘)
- 보령제약 (겔포스, 겔포스엠, 알탄제로 등)
- 한독 (더마톱연고,오스칼.바크로비)
- 현대약품 (헬씨올리고, 카로에프, 카렌비타, 무스콜, 디엔탑.미에로화이바 등)
- 한화정보통신 (G2휴대폰)
- SK텔레콤 (디지털017,디지털011)
- GS칼텍스 (시그마6)
- LG유플러스 (시외전화082, 국제전화002, 인터넷019, 데이콤시외전화 등)
- 일본 침몰
- A특공대
- NH투자증권
- 트렉스타
- 한국산업은행 ~ 신용1등급은행 한국산업은행
- IBK기업은행  (스피드벵크)
- 신흥증권
- 세종텔레콤 (00365)
- SK브로드밴드
- 구주제약 (LC500)
- 동성제약 (비오킬,세븐에이트,정로환 등)
- 메카닉
- 블루힐백화점
- 눈에는 눈 이에는 이
- 라따뚜이
- 박물관이살아있다
- 프린피아
- TG삼보컴퓨터 (체인지업)
- 대우통신 (솔로,PC 코러스 포로넷,복사기하비셋)
- 종로엠스쿨
- 손오공
- 옥스포드 블록
- 삼성증권
- 롯데칠성음료 (솔의눈, 모메존, 홍대추, 백화선물세트, 알지오, 백화수복골드, 리믹스 등)
- DB손해보험 ~ 자동차보험의 전통을 이어가는
- 롯데리아
- 한국투자증권 - 투자디자이너 with 최수종
- 명인제약 (이가탄)
- DB금융투자
- GC녹십자 (싸프만, 제노킨)
- KGC인삼공사 (홍삼드링크, 정관장홍삼정, 홍삼선물세트 등)
- 오리온 (오!감자, 통크, 포카칩 등)
- 에쓰오일 슈퍼드레곤
- 에소
- 위블링 (오프린트미)
- 레고
- 금호타이어
- 강철중: 공공의 적 1-1
- 한신건설
- 세진컴퓨터랜드
- 동원F&B (고칼슘우유,동원선물세트,라우동,쎈스마요네즈)
- 코오롱그룹 (비디오테이프)
- 도미노피자 배우로 출연
- 일동제약 (아로나민골드)
- 명륜진사갈비 with 조현
- 일진 (일진알루미늄샤시)
- 교학사 (파우어)
- 교보생명
- SK케미칼 (트라스트)
- 동산유지 (Y-크린)
- 한국담배인삼공사 (홍삼,홍삼드링크)
- 유한킴벌리 (크리넥스키친타올)

### 지역광고
- 바이엘크롭사이언스(미성농약공업,㈜미성) - 대전
- 창신 - 대구
- 영남건설 - 대구
- 항도종합금융 - 부산
- 부민상호신용금고 - 부산
- 신세계상호신용금고 - 부산
- 부산백화점 - 부산
- 세기헬스마트 - 대구
- 태왕주택 - 대구
- 대구일보 - 대구
- 청구 오딧세이 - 대구
- 동양패션몰 - 대전
- 운암건설 - 대전
- 대구백화점 - 대구
- 대성 육가공직영판매장 - 대전
- 유진그릇도매 - 대전
- 농협케미칼(영일케미칼) - 대전
- 경농 - 대구
- 트랜스무빙 - 대전
- 쌍마트랜스 - 대전
- 전북일보 - 전주